# مرکز خرید استیم‌تاون
مرکز خرید استیم‌تاون یک مرکز خرید کوچک در اسکرانتون، پنسیلوانیا است. این طرح در اواسط دهه ۱۹۸۰ میلادی به عنوان سنگ بنای احیای مجدد مرکز شهر تصور می‌شد، گرچه این پروژه تا سال ۱۹۹۳ به پایان نرسید. افتتاحیه آن در سال ۱۹۹۳ از طریق سی‌ان‌ان به صورت ملی در ایالات متحده آمریکا پخش شد و با حضور روبرت پی. کیسی، فرماندار پنسیلوانیا، که در تأمین بودجه و آغاز توسعه بازار بسیار مؤثر بود. این مرکز خرید تقریباً در نیمی از حیاط قبلی دلاور، لاکاوانا و راه‌آهن غربی ساخته شده‌است که در اواخر دهه ۱۹۷۰ است توسط کانریل رها شد. این مرکز خرید در خیابان لاکاوانا در قلب مرکز شهر اسکرانتون واقع شده‌است و شامل یک گاراژ پارکینگ است. این مرکز خرید دارای دو طبقه با یک فودکورت مشرف به مکان تاریخی و ملی استیم‌تاون در طبقه دوم است. یک پل عابر پیاده وجود دارد که از فودکورت به استیم‌تاون منتهی می‌شود. به این مرکز خرید چندین بار در مجموعه کمدی موقعیت اداره که در اسکرانتون تنظیم شده بود، اشاره شد.